# Río Mira
Le río Mira est un fleuve d'Équateur et de Colombie.

## Géographie
Le río Mira prend sa source en Équateur, dans la province d'Imbabura. Il coule ensuite vers le nord-ouest, passe dans la province de Carchi puis le département colombien de Nariño avant de se jeter dans l'Océan Pacifique, environ 10 km au sud-ouest de Tumaco.